# Gleinkersee
Gleinkersee är en sjö i Österrike.   Den ligger i förbundslandet Oberösterreich, i den centrala delen av landet, 170 km väster om huvudstaden Wien. Gleinkersee ligger 803 meter över havet. Arean är 0,10 kvadratkilometer.
I omgivningarna runt Gleinkersee växer i huvudsak blandskog. Runt Gleinkersee är det ganska glesbefolkat, med 43 invånare per kvadratkilometer.